# Осекрів
Осе́крів — село в Україні, у Турійській селищній громаді Ковельського району Волинської області. Населення становить 112 осіб.
У селі знаходиться Миколаївська церква 1855 р.

Миколаївська церква в селі Осекрів

## Історія
В кінці XIX століття село Новодвірської волості Володимир-Волинського повіту Волинської губернії. Відстань від повітового міста 32 км. Дворів 36, мешканців 229. В 1577 році село належало до Мануїла Болобина Осекрівського.
12 червня 2020 року, відповідно до розпорядження Кабінету Міністрів України № 708-р «Про визначення адміністративних центрів та затвердження територій територіальних громад Волинської області», увійшло до складу Турійської селищної територіальної громади.
19 липня 2020 року, в результаті адміністративно-територіальної реформи та ліквідації Турійського району, село увійшло до новоутвореного Ковельського району. 

## Населення
Згідно з переписом УРСР 1989 року чисельність наявного населення села становила 120 осіб, з яких 58 чоловіків та 62 жінки.
За переписом населення України 2001 року в селі мешкало 108 осіб. 100 % населення вказало своєю рідною мовою українську мову.

## Пам'ятки
- На захід від села знаходиться загальнозоологічний заказник місцевого значення «Осівський»